# Experiencia de usuario

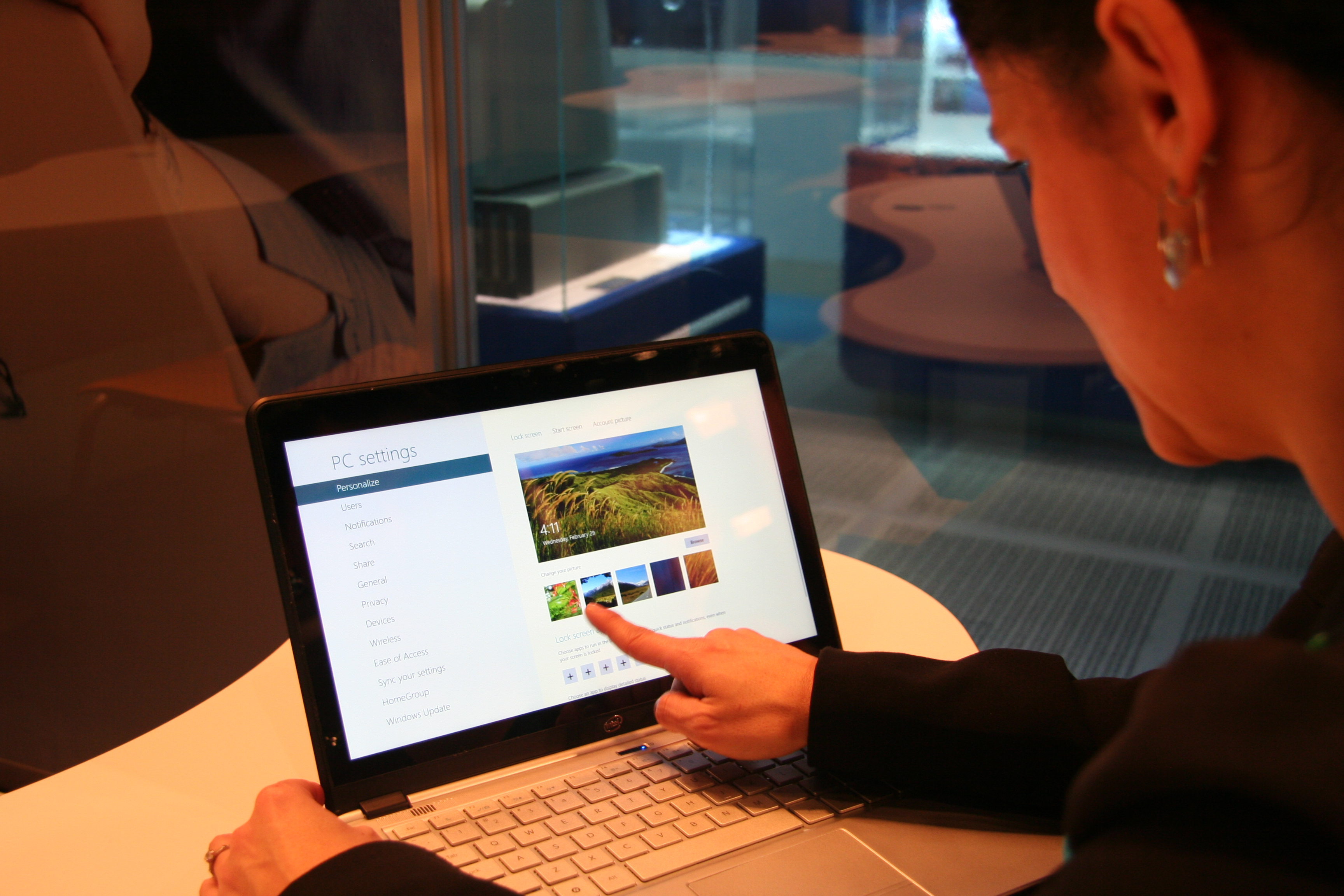
Daria Loi, gerente de experiencia de usuario de Intel, ajustando la configuración de un ultrabook mediante la pantalla táctil.

La experiencia del usuario (UX) es el conjunto de factores y elementos relativos a la interacción del usuario con un entorno o dispositivo concretos, dando como resultado una percepción positiva o negativa de dicho servicio, producto o dispositivo. La percepción depende no solo de los factores relativos al diseño (hardware, software, usabilidad, diseño de interacción, accesibilidad, diseño gráfico y comunicación visual, calidad de los contenidos, buscabilidad o encontrabilidad, utilidad, etc.); sino también de aspectos relativos como las emociones, los sentimientos, construcción y transmisión de la marca, confiabilidad del producto, etc.
La experiencia de usuario (del inglés: UX por 'User Experience') como disciplina, se aplicó tradicionalmente a los sistemas informáticos y en particular al diseño de páginas web, pero, hoy en día, se ve ampliada a otros campos de diseño. La razón es que, una vez que tomamos como una «experiencia» casi cualquier producto o servicio, estos comienzan a «diseñarse» buscando la máxima satisfacción del consumidor, que pasa a ser un «usuario» que transita por dichas experiencias. Desde el diseño industrial, Del Giorgio Solfa y otros afirman: "La experiencia usuario —por  su  enfoque  en  la  relación  sistema  hombre-máquina— aparece  como  una  evolución  de  la  ergonomía  (física  y  psicológica) y mantiene en el papel protagónico al diseño para la búsqueda incansable de satisfacción de las experiencias".

## Elementos de la experiencia de usuario

### Especificaciones funcionales
Las especificaciones funcionales facilitan la experiencia del usuario. Garrett señala que es la «descripción detallada de las funcionalidades que el sitio debe incluir para satisfacer las necesidades del usuario». Requiere además de una descripción del "contenido que se necesitará en el sitio, es decir, qué tipo de información se manejará, para quién estará disponible, etc.".
Uno de los problemas del funcionamiento de las páginas web, para Steve Krug, es que la gente no investiga el funcionamiento de las cosas, sino que las arregla por sí misma. Esto se aleja de la intención original del diseñador web. Sucede así porque, "para la gran mayoría, no es importante llegar a entender el funcionamiento de las cosas en tanto podamos usarlas. Y, no hace falta inteligencia, sino escasez de cuidado y atención".
En un sitio web, los componentes deben funcionar en su conjunto, logrando un reconocimiento de manera instantánea por el usuario, siempre y cuando no se aparte de sus intereses iniciales, pero el usuario tampoco debe gastar energía o tiempo en pensar demasiado, pues como resultado, el usuario pasará más tiempo descifrando cómo entender lo que se muestra en pantalla y le dedicará menos tiempo a lo que realmente busca, convirtiendo el sitio en algo ineficaz. Por ello, lo mejor es crear los contenidos lo más claramente posible, con el fin de que en una simple ojeada se detecten los puntos cruciales del material.
Las especificaciones funcionales se caracterizan por:
1. Detallar todas las situaciones críticas y las que involucren la funcionalidad de un determinado producto.
2. Describir específicamente las funciones de lo que se desea conocer.
3. Evitar los detalles técnicos, pues estos dificultan el entendimiento de las funciones. Solo se explicitarán cuando sea eminentemente necesario y representen consignas ineludibles.
4. Precisar claramente y de forma concisa. No se debe caer en la redundancia.
5. Versatilidad en lo conceptual. Esto quiere decir que la descripción no debe ser rígida de forma tal que se cumpla taxativamente lo requerido.
6. Utilizar tablas o anexos que ayuden a comprender qué cosas debe contener cada producto.

¿Cómo realizar una especificación funcional?
- Especificar el alcance del sitio web.
- Esquematizar el sitio mediante diagramas de contexto y organigramas de funciones y subsistemas.
- En cada subsistema especificar: objetivos y alcance, las interfaces y los usuarios que la utilizarán, la información que debe producir cada subsistema y las descripciones de funciones y subfunciones.
- Especificar las entidades, sus principales atributos (imágenes, logos, entre otros.).

Cabe destacar que realizar una especificación funcional, no es lo mismo que detallar una especificación técnica. La diferencia radica en que «una especificación funcional describe cómo funcionará un producto completamente desde la perspectiva del usuario. No le importa cómo se implementa, habla de funciones, como en pantallas, menús, diálogos, etcétera. Por otro lado, la especificación técnica describe la implementación interna del programa. Habla de estructuras de datos, modelos de bases de datos relacionales, elección de lenguajes y herramientas de programación, algoritmos, etc».

### Objetivos
Es el proceso de generar y evaluar productos, sistemas o dispositivos que cumplan con el objetivo para el que fueron diseñados y que apoyen las actividades que la gente realiza en su trabajo, al igual que en sus vidas diarias.
También es la técnica por la cual se producen interfaces adecuadas entre el ser humano y los sistemas automatizados, con el fin de:
1. Mejorar su eficiencia
2. Disminuir la curva de aprendizaje.
3. Eliminar barreras en la frontera humano-máquina.[7]

El diseño de interacción tiene como objetivo presentar a los usuarios de los artefactos experiencias útiles, satisfactorias y usables, es necesario conocer las acciones a través de las cuales cumple su cometido y los elementos implicados durante su desarrollo. El diseño de interacción cumple estas actividades:
1. Identificación de las necesidades y establecimiento de requisitos.
2. Desarrollo de bocetos.
3. Construcción de prototipos.
4. Evaluación de los resultados.

Por un lado, mediante la realización de estas actividades el diseño de interacción investiga, propone y evalúa el desempeño de los artefactos en relación con sus usuarios.
Por otro lado, quien lleva a cabo el diseño de interacción es un o una profesional que trabaja para definir cómo tiene que funcionar el producto para que sea útil y usable. Para conseguirlo, debe diseñar el producto desde el punto de vista del usuario, no desde el punto de vista técnico ni artístico.
El diseñador de interacción debe interiorizar y entender los objetivos, tareas, necesidades y deseos que los usuarios tienen cuando están usando el producto.

### Arquitectura de la información
Con el surgimiento de Internet en los años 60, la masificación de las redes internas universitarias (intranets), la creación del hipertexto y del HTTP como protocolo de comunicación útil para enlazar los diferentes medios, además del desarrollo del lenguaje HTML y sus descendientes, posibilitaron, a partir de los años 90, la aparición de una gran cantidad de recursos útiles de información en la red: revistas electrónicas, portales, buscadores, etc. Pero, junto a estos recursos, se han divulgado productos inconsistentes, sin una organización coherente de la información y que generan un proceso de recuperación sumamente dificultoso.
Esta cantidad de datos e información requieren de una estructura y un desarrollo de métodos, disciplinas y, a la vez, de profesionales que permitan focalizar la necesidad de información de los usuarios, puesto que Internet ofrece diversas aplicaciones y alternativas de desarrollo para quien lo usa y ha contribuido a la formación de nuevas actividades, como la especializada en la Arquitectura de la Información (AI).[cita requerida]
Podemos definir al arquitecto de la información como el encargado de diseñar y crear el edificio, sus componentes, sus pasillos, sus espacios abiertos y sus zonas de servicios. Solo que ahora el edificio es digital, sus componentes son los contenidos informativos, y el espacio interno del mismo se crea con la organización de los contenidos y con los sistemas de navegación, acceso y etiquetado de la información.
Richard Saul Wurman fue el primero en usar el término en su libro Arquitectos de la Información. En 1976, Wurman eligió este concepto como tema, debido a que como arquitecto de profesión, le correspondió en ese año ser el máximo directivo de la conferencia anual del American Institute of Architects (AIA), realizada en la ciudad de Filadelfia, Estados Unidos.

### Diseño de información
El diseño de información puede definirse como el arte y la ciencia de preparar la información, de modo que los humanos puedan usarla con eficacia y eficiencia. Horn (1999) define sus objetivos de un modo holístico, como la conexión entre la información, el pensamiento humano y el uso. A su vez, identifica tres requisitos de un buen diseño de información. Estos son:
- Documentos comprensibles.
- Sistemas interactivos.
- Espacios de información navegables.

Tiene una gran variedad de raíces disciplinares, entre las que se incluye el diseño de interfaces, la comunicación visual, la presentación de la información, la tipografía y la psicología educativa. Cada disciplina necesita del diseño de información, pero desde perspectivas diferentes. Así, los diseñadores gráficos se han dado cuenta de que los principios de diseño tradicionales no son adecuados para el mundo digital, mientras que los psicólogos aportan conocimiento sobre el factor humano en procesos interactivos.
Dervin (1999) afirma que el diseño de información se debe analizar en términos de procesos de comunicación. Sostiene que en un pasado la información se consideraba simplemente como la descripción de una realidad ordenada, mientras que en el Renacimiento, las habilidades y la tecnología aumentaron la información disponible. En el siglo XIX, el orden de la información y de la realidad y de la información sobre esta, fue desafiado por las diferencias culturales, personales y espacio-temporales. En el siglo XX, la información se presentaba como un instrumento de poder por su papel en la toma decisiones. Además, se cuestionó la creencia de que bajo la información subyacía una realidad ordenada.
El diseño de información para el web es una disciplina en auge y en constante desarrollo. La novedad del medio, unida a su interactividad y a la acelerada aparición de nuevas técnicas y herramientas, ha permitido constituir un campo nuevo en el que se han integrado progresivamente profesionales y expertos provenientes de muy diversas áreas, cada uno de los cuales ha aportado aproximaciones y métodos que lo han enriquecido.
"El proceso de creación de documentos digitales es inherente al desarrollo actual de las ciencias de la información y la documentación, por lo que en este marco debe entenderse el diseño de información".
Diseñar información es trabajar con datos que pueden llegar a convertirse en información valiosa para un lector. En el diseño se persigue no solo la comunicación de información, sino también su asimilación o aprendizaje a fin de convertirse en conocimiento.
En el diseño de sistemas de información, se optimizan recursos con los que se cuenta, como los humanos, los perceptuales - visuales, auditivos, táctiles, etc. -, los económicos, entre otros. La información que se diseña se hace con base en la intención, experiencia, cultura, maneras de ver y sentir, y otras características propias del lector o usuario.

### Diseño de interfaz
Como en el estudio de interacción humano-computador tradicional, se trata del diseño de los elementos de la interfaz para facilitar la interacción del usuario con la funcionalidad.
El diseño de interfaces (interfaz entendida como la superficie de contacto física y cognitiva entre usuario, software, computadora y redes de información), debe generar y formalizar documentos hipermediales comprensibles, interactivos, navegables y facilitar su visualización. En términos amplios, implica la vinculación e interconexión entre individuo, computadora y cultura.

### Diseño de navegación
La estructura de navegación por un sitio web viene definida por la experiencia de navegación del visitante en virtud de la cual puede saltar de una página a otra dentro del mismo sitio web utilizando el sistema de hipervínculos.
La estructura de navegación se suele elegir en función del tipo de contenido. Existen distintos tipos de estructuras:

#### Jerárquica
Estructura de árbol en la que hay una página índice o principal desde donde se accede al resto de las páginas. Desde estas subpáginas se puede acceder a otras y así sucesivamente creando distintos niveles o jerarquías. Es ideal para sitios web de centros o proyectos. No se aconseja utilizar más de 4 niveles para evitar que el usuario se desoriente durante la navegación. Conviene situar en todas las páginas un menú que permita moverse de una forma fácil y directa por los distintos niveles y páginas de cada nivel.

#### Lineal
Es una estructura muy simple similar a las páginas de un libro. Desde una página concreta se puede ir a la página siguiente o la página anterior. Es especialmente útil si deseamos que el usuario siga un itinerario fijo y guiado sin posibilidad de acceder a otras páginas que pudieran distraerle. Ejemplo: Guía o tutorial de aprendizaje. No es recomendable si el número de páginas encadenadas es muy elevado porque produce sensación de fatiga y no permite retomar fácilmente la secuencia allí donde se abandonó en la última sesión.

#### Lineal con jerarquía
Es una estructura híbrida que trata de aprovechar las ventajas de las dos estructuras anteriores. Las páginas y subpáginas se organizan de forma jerárquica pero también es posible navegar de forma lineal por las páginas de un mismo nivel.

#### Red
A partir de la página índice o principal se puede navegar a otra u otras sin ningún orden aparente. Es una estructura más libre pero no es aconsejable cuando el número de páginas es elevado porque desorienta al usuario al no saber dónde está, ni disponer de recursos para ir donde desea.

### Diseño visual
En la parte superior del modelo ponemos atención en aquellos aspectos del producto que los usuarios van a notar primero: el diseño sensorial. Aquí, contenido, funcionalidad y estética se unen para producir un diseño terminado que complace los sentidos mientras se satisfacen todos los objetivos de los planos anteriores.
Jesse James Garrett

#### Diseño visual aplicado a la web
Una manera simple de evaluar el diseño visual de un producto es preguntar: ¿adónde se dirige la mirada primero? ¿Qué elementos llaman la atención del usuario inicialmente? ¿Están estos elementos diseñados en función de los productos importantes en los objetivos estratégicos? O este el primer objeto de su atenta distracción para sus metas. Dentro de las etapas en las que debe desarrollarse el diseño de un sitio web, el diseño visual es una de las últimas, ya que muchos de los aspectos visuales de la página dependen en gran medida de determinaciones tomadas en otras etapas del diseño.
Esto no quiere decir que el diseño visual sea algo superficial o secundario. Por el contrario, al igual que otros aspectos del diseño de un sitio web, el aspecto visual puede influir en la popularidad del mismo.
Tengamos en cuenta que los aspectos visuales pueden influir psicológicamente en un visitante y que el diseñador debe tener en cuenta esto, tratando de influenciar al visitante para que tome determinaciones, o al menos tenga una cierta tendencia a ello.
Si el sitio web que estamos desarrollando es una tienda virtual, el visitante no solo deberá sentirse atraído por los productos ofertados, sino que además deberá desear acceder a alguno de ellos. Los diseños visuales, tanto para elementos impresos como web, en la actualidad se encuentran conformados por una serie de bloques o módulos dispuestos en una forma más o menos estandarizada, que permiten a los usuarios captar con simples recorridos visuales dónde se encuentran los diferentes elementos que componen una página. Esta disposición estandarizada responde a modelos de lógica visual que están relacionados con el comportamiento de los usuarios.
Sobre la base de esto, los diseñadores gráficos deben plantearse como objetivos la creación de una jerarquía visual que permita al usuario de una página web detectar de inmediato cuáles elementos son importantes y cuáles son secundarios, definir cuáles serán las regiones funcionales del sitio y formar grupos de elementos relacionados de forma tal que los visitantes puedan ver claramente la estructura del contenido.
En el diseño de páginas web, deben emplearse modelos que a los usuarios les resulten familiares, lo que colabora en la ubicación por parte de los mismos de las áreas funcionales y los contenidos importantes.
Los diseños excesivamente llenos de elementos, con fondos cargados o con bajos contrastes, pueden dificultar el establecimiento de puntos de referencia visual que hagan comprensible la organización del contenido.

#### Coherencia del diseño
Al navegar por diferentes páginas de un sitio, el visitante debe tener la sensación de que las diferentes páginas que visitan pertenecen a un mismo sitio. Esto se logra mediante la repetición de algunos elementos, que dan un estilo definido al sitio. Esta repetición, además de dar una unidad visual a todo el sitio, permite a los visitantes ubicar los elementos más importantes, ya que se encontrarán con la misma distribución (o similar) en todos los puntos del sitio.
Experiencia de Usuario en los Videojuegos
Los videojuegos, al ser sistemas interactivos, tienen que ser diseñados pensando en los usuarios centrando la atención en el jugador e involucrarlo tanto como le sea posible. Todo esto va de la mano del diseño de una buena interfaz que sea fácil de entender y usar junto con una experiencia que tenga la capacidad de enganchar e involucrar al usuario/jugador con el juego mismo.
Un videojuego es creado con una finalidad muy marcada: hacer sentir a gusto al jugador mientras interactúa con él. Es aquí donde aparece un concepto muy importante en el desarrollo de videojuegos y que determina la experiencia que experimentará el usuario a la hora de interactuar con el juego, a este concepto se le denomina «jugabilidad».
De acuerdo al artículo «De la Usabilidad a la Jugabilidad: Diseño de Videojuegos Centrado en el Jugador», la jugabilidad se define como «el conjunto de propiedades que describen la experiencia del Jugador ante un sistema de juego específico, cuyo principal objetivo es entretener y divertir de forma satisfactoria y creíble cuando se juega solo o acompañado».
Por lo tanto, podemos entender que el concepto de jugabilidad no solo se refiere a la experiencia del usuario. Si nos basamos solo en la usabilidad del juego como experiencia del usuario estamos dejando muchos otros aspectos importantes fuera de esta. Por ejemplo, su historia, el diseño de personajes, los aspectos estéticos, la música, efectos sonoros, reglas, mecánicas e incluso las sensaciones y emociones que sufre el usuario a lo largo del juego. Se demuestra así que la jugabilidad, además de ser un concepto concebido desde el origen de la Experiencia de Usuario (UX), posee otros elementos que la hacen diferente, brindando una experiencia más amplia que la experiencia que tiene un usuario ante un sistema interactivo tradicional, obligando a los desarrolladores de videojuegos a identificar nuevas formas de experiencias para el jugador.

## Metodologías usadas en el diseño de experiencias de usuario
Existen diferentes metodologías para el desarrollo de experiencias de usuario, el diseño centrado en el humano (HCD, por sus siglas en inglés), diseño centrado en el usuario (UCD) y diseño centrado en la experiencia (XCD)

### Diseño centrado en el humano
Esta metodología encuentra soluciones a problemas de diseño y administración tomando en cuenta el punto de vista del ser humano. Típicamente, el diseño centrado en el humano observa al problema dentro de su contexto, usando la perspectiva del ser humano para guiar el proceso de diseño. Esto incluye la lluvia de ideas, conceptualización, desarrollo e implementación de la solución. Empieza con el análisis de las necesidades del usuario. Una vez que se identifican, se desarrollan varias soluciones para satisfacerlas. Tras el proceso de desarrollo, se hace la implementación de una de las soluciones. El diseño centrado en el humano es un proceso iterativo.

### Diseño centrado en el usuario
Es muy similar al diseño centrado en el humano, y comparte muchos de los principios básicos. Es una metodología empática que toma en cuenta al usuario y sus necesidades al desarrollar una solución. 

### Diseño centrado en la experiencia
Esta metodología resuelve una experiencia a través de una palabra clave que la define en lugar de enfocarse en las necesidades del usuario. Es utilizada en el diseño de juegos y de parques de atracciones donde la prioridad es la experiencia. Todo el proceso de diseño y las decisiones que se toman en él van ligadas a esa palabra clave. Compañías como Disney y Nintendo utilizan esta metodología para desarrollar sus parques y juegos